# Kvalspelet till U21-Europamästerskapet i fotboll 2021 (grupp 6)
Grupp 6 i kvalspelet till U21-Europamästerskapet i fotboll 2021 består av sex lag: Spanien, Israel, Montenegro, Nordmakedonien, Kazakstan och Färöarna. Lagindelningen i de nio grupperna i gruppspelet bestämdes genom en lottning på Uefas högkvarter i Nyon, Schweiz den 11 december 2018.
Matcherna i gruppen var från början schemalagda att spelas mellan den 6 juni 2019 och 13 oktober 2020. Enligt det ursprungliga formatet skulle gruppsegrarna samt det bästa andraplacerade laget att kvalificera sig för huvudturneringen, medan övriga åtta grupptvåor skulle mötas i ett playoff.
Den 17 mars 2020 avbröts samtliga matcher på grund av coronaviruspandemin. Den 17 juni 2020 meddelade Uefa att gruppspelet skulle förlängas till den 17 november 2020 och att playoff-matcherna skulle bli inställda. Istället skulle gruppvinnarna samt de fem bästa andraplacerade lagen att kvalificera sig för huvudturneringen.

## Tabell
| Nr | Lag            | S  | V | O | F | GM | IM | MS  | P  |
| -- | -------------- | -- | - | - | - | -- | -- | --- | -- |
| 1  | Spanien        | 10 | 9 | 1 | 0 | 20 | 1  | +19 | 28 |
| 2  | Nordmakedonien | 10 | 5 | 3 | 2 | 20 | 12 | +8  | 18 |
| 3  | Israel         | 10 | 3 | 4 | 3 | 12 | 14 | −2  | 13 |
| 4  | Kazakstan      | 10 | 3 | 1 | 6 | 12 | 21 | −9  | 10 |
| 5  | Färöarna       | 10 | 3 | 0 | 7 | 11 | 25 | −14 | 9  |
| 6  | Montenegro     | 10 | 2 | 1 | 7 | 11 | 13 | −2  | 7  |

## Matcher
|       | 6 juni 2019 | Färöarna                 | 1 – 3           | Kazakstan                                                          | Svangaskarð                                            |                                                        |
| 18:00 | 18:00       | Stefan Radosavljevic 85′ | (0 – 1) Rapport | 2′ Akmal Bakhtiyarov 68′ Dmitriy Bachek 90+4′ Vladislav Prokopenko | Toftir Publik: 213 Domare: Iwan Arwel Griffith (Wales) | Toftir Publik: 213 Domare: Iwan Arwel Griffith (Wales) |
| 18:00 | 18:00       |                          |                 |                                                                    | Toftir Publik: 213 Domare: Iwan Arwel Griffith (Wales) | Toftir Publik: 213 Domare: Iwan Arwel Griffith (Wales) |
| 18:00 | 18:00       |                          |                 |                                                                    | Toftir Publik: 213 Domare: Iwan Arwel Griffith (Wales) | Toftir Publik: 213 Domare: Iwan Arwel Griffith (Wales) |

|       | 11 juni 2019 | Montenegro                  | 1 – 2           | Kazakstan                                       | Stadion Pod Goricom                                          |                                                              |
| 20:30 | 20:30        | Sagadat Tursynbay 3′ (sjm.) | (1 – 0) Rapport | 62′ Yerkebulan Seydakhmet 90+4′ Ramazan Karimov | Podgorica Publik: 1 000 Domare: Giorgi Kruashvili (Georgien) | Podgorica Publik: 1 000 Domare: Giorgi Kruashvili (Georgien) |
| 20:30 | 20:30        |                             |                 |                                                 | Podgorica Publik: 1 000 Domare: Giorgi Kruashvili (Georgien) | Podgorica Publik: 1 000 Domare: Giorgi Kruashvili (Georgien) |
| 20:30 | 20:30        |                             |                 |                                                 | Podgorica Publik: 1 000 Domare: Giorgi Kruashvili (Georgien) | Podgorica Publik: 1 000 Domare: Giorgi Kruashvili (Georgien) |

|       | 6 september 2019 | Kazakstan | 0 – 1           | Spanien              | Astana Arena                                            |                                                         |
| 15:00 | 15:00            |           | (0 – 1) Rapport | 28′ (str.) Dani Olmo | Nur-Sultan Publik: 5 149 Domare: Nick Walsh (Skottland) | Nur-Sultan Publik: 5 149 Domare: Nick Walsh (Skottland) |
| 15:00 | 15:00            |           |                 |                      | Nur-Sultan Publik: 5 149 Domare: Nick Walsh (Skottland) | Nur-Sultan Publik: 5 149 Domare: Nick Walsh (Skottland) |
| 15:00 | 15:00            |           |                 |                      | Nur-Sultan Publik: 5 149 Domare: Nick Walsh (Skottland) | Nur-Sultan Publik: 5 149 Domare: Nick Walsh (Skottland) |

|       | 6 september 2019 | Montenegro                                               | 3 – 0           | Färöarna | Gradski stadion                                      |                                                      |
| 20:00 | 20:00            | Nikola Krstović 19′, 30′ (str.) Ilija Vukotić 44′ (str.) | (3 – 0) Rapport |          | Nikšić Publik: 438 Domare: Barbeno Luca (San Marino) | Nikšić Publik: 438 Domare: Barbeno Luca (San Marino) |
| 20:00 | 20:00            |                                                          |                 |          | Nikšić Publik: 438 Domare: Barbeno Luca (San Marino) | Nikšić Publik: 438 Domare: Barbeno Luca (San Marino) |
| 20:00 | 20:00            |                                                          |                 |          | Nikšić Publik: 438 Domare: Barbeno Luca (San Marino) | Nikšić Publik: 438 Domare: Barbeno Luca (San Marino) |

|       | 10 september 2019 | Kazakstan              | 1 – 2           | Israel                          | Astana Arena                                                   |                                                                |
| 15:00 | 15:00             | Vyacheslav Shvyrev 22′ | (1 – 1) Rapport | 2′ Eylon Almog 83′ Tomer Yosefi | Nur-Sultan Publik: 1 500 Domare: Zaven Hovhannisyan (Armenien) | Nur-Sultan Publik: 1 500 Domare: Zaven Hovhannisyan (Armenien) |
| 15:00 | 15:00             |                        |                 |                                 | Nur-Sultan Publik: 1 500 Domare: Zaven Hovhannisyan (Armenien) | Nur-Sultan Publik: 1 500 Domare: Zaven Hovhannisyan (Armenien) |
| 15:00 | 15:00             |                        |                 |                                 | Nur-Sultan Publik: 1 500 Domare: Zaven Hovhannisyan (Armenien) | Nur-Sultan Publik: 1 500 Domare: Zaven Hovhannisyan (Armenien) |

|       | 10 september 2019 | Nordmakedonien                                                                              | 7 – 1           | Färöarna                   | Petar Miloševski Training Centre                     |                                                      |
| 16:00 | 16:00             | Dimitar Mitrovski 26′, 45+3′, 85′ Darko Churlinov 32′, 88′ Erdon Daci 59′ Esmin Lichina 62′ | (3 – 1) Rapport | 19′ (str.) Jákup Andreasen | Skopje Publik: 278 Domare: Jason Barcelo (Gibraltar) | Skopje Publik: 278 Domare: Jason Barcelo (Gibraltar) |
| 16:00 | 16:00             |                                                                                             |                 |                            | Skopje Publik: 278 Domare: Jason Barcelo (Gibraltar) | Skopje Publik: 278 Domare: Jason Barcelo (Gibraltar) |
| 16:00 | 16:00             |                                                                                             |                 |                            | Skopje Publik: 278 Domare: Jason Barcelo (Gibraltar) | Skopje Publik: 278 Domare: Jason Barcelo (Gibraltar) |

|       | 10 september 2019 | Spanien          | 2 – 0           | Montenegro | Nou Estadi Castàlia                                                     |                                                                         |
| 19:45 | 19:45             | Dani Olmo 3′, 9′ | (2 – 0) Rapport |            | Castellón de la Plana Publik: 4 669 Domare: Aleksei Matyunin (Ryssland) | Castellón de la Plana Publik: 4 669 Domare: Aleksei Matyunin (Ryssland) |
| 19:45 | 19:45             |                  |                 |            | Castellón de la Plana Publik: 4 669 Domare: Aleksei Matyunin (Ryssland) | Castellón de la Plana Publik: 4 669 Domare: Aleksei Matyunin (Ryssland) |
| 19:45 | 19:45             |                  |                 |            | Castellón de la Plana Publik: 4 669 Domare: Aleksei Matyunin (Ryssland) | Castellón de la Plana Publik: 4 669 Domare: Aleksei Matyunin (Ryssland) |

|       | 10 oktober 2019 | Montenegro            | 1 – 2           | Nordmakedonien                | DG Arena                                                   |                                                            |
| 17:00 | 17:00           | Meris Skenderović 10′ | (1 – 2) Rapport | 14′, 33′ (str.) Jani Atanasov | Podgorica Publik: 1 000 Domare: Stephan Klossner (Schweiz) | Podgorica Publik: 1 000 Domare: Stephan Klossner (Schweiz) |
| 17:00 | 17:00           |                       |                 |                               | Podgorica Publik: 1 000 Domare: Stephan Klossner (Schweiz) | Podgorica Publik: 1 000 Domare: Stephan Klossner (Schweiz) |
| 17:00 | 17:00           |                       |                 |                               | Podgorica Publik: 1 000 Domare: Stephan Klossner (Schweiz) | Podgorica Publik: 1 000 Domare: Stephan Klossner (Schweiz) |

|       | 15 oktober 2019 | Nordmakedonien      | 1 – 1           | Kazakstan              | Petar Miloševski Training Centre                    |                                                     |
| 14:30 | 14:30           | Milan Ristovski 20′ | (1 – 0) Rapport | 75′ Oralkhan Omirtayev | Skopje Publik: 680 Domare: Mykola Balakin (Ukraina) | Skopje Publik: 680 Domare: Mykola Balakin (Ukraina) |
| 14:30 | 14:30           |                     |                 |                        | Skopje Publik: 680 Domare: Mykola Balakin (Ukraina) | Skopje Publik: 680 Domare: Mykola Balakin (Ukraina) |
| 14:30 | 14:30           |                     |                 |                        | Skopje Publik: 680 Domare: Mykola Balakin (Ukraina) | Skopje Publik: 680 Domare: Mykola Balakin (Ukraina) |

|       | 15 oktober 2019 | Israel                              | 3 – 1           | Färöarna            | HaMoshava Stadium                                         |                                                           |
| 18:35 | 18:35           | Tai Baribo 8′, 53′ Yonas Malede 86′ | (1 – 0) Rapport | 64′ Hugin Samuelsen | Petah Tikva Publik: 1 050 Domare: Ian McNabb (Nordirland) | Petah Tikva Publik: 1 050 Domare: Ian McNabb (Nordirland) |
| 18:35 | 18:35           |                                     |                 |                     | Petah Tikva Publik: 1 050 Domare: Ian McNabb (Nordirland) | Petah Tikva Publik: 1 050 Domare: Ian McNabb (Nordirland) |
| 18:35 | 18:35           |                                     |                 |                     | Petah Tikva Publik: 1 050 Domare: Ian McNabb (Nordirland) | Petah Tikva Publik: 1 050 Domare: Ian McNabb (Nordirland) |

|       | 15 oktober 2019 | Montenegro | 0 – 2           | Spanien                             | Stadion pod Goricom                                        |                                                            |
| 18:45 | 18:45           |            | (0 – 1) Rapport | 34′ Aitor Buñuel 62′ Marc Cucurella | Podgorica Publik: 2 458 Domare: Halil Umut Meler (Turkiet) | Podgorica Publik: 2 458 Domare: Halil Umut Meler (Turkiet) |
| 18:45 | 18:45           |            |                 |                                     | Podgorica Publik: 2 458 Domare: Halil Umut Meler (Turkiet) | Podgorica Publik: 2 458 Domare: Halil Umut Meler (Turkiet) |
| 18:45 | 18:45           |            |                 |                                     | Podgorica Publik: 2 458 Domare: Halil Umut Meler (Turkiet) | Podgorica Publik: 2 458 Domare: Halil Umut Meler (Turkiet) |

|       | 14 november 2019 | Israel | 0 – 0   | Montenegro | Sammy Ofer Stadium                                      |                                                         |
| 19:05 | 19:05            |        | Rapport |            | Haifa Publik: 2 050 Domare: Iwan Arwel Griffith (Wales) | Haifa Publik: 2 050 Domare: Iwan Arwel Griffith (Wales) |
| 19:05 | 19:05            |        |         |            | Haifa Publik: 2 050 Domare: Iwan Arwel Griffith (Wales) | Haifa Publik: 2 050 Domare: Iwan Arwel Griffith (Wales) |
| 19:05 | 19:05            |        |         |            | Haifa Publik: 2 050 Domare: Iwan Arwel Griffith (Wales) | Haifa Publik: 2 050 Domare: Iwan Arwel Griffith (Wales) |

|       | 14 november 2019 | Spanien                                                      | 3 – 0           | Nordmakedonien | Estadio Municipal de Santo Domingo                                     |                                                                        |
| 19:45 | 19:45            | Manu García 7′ Nikola Serafimov 47′ (sjm.) Adrià Pedrosa 87′ | (1 – 0) Rapport |                | Alcorcón Publik: 2 033 Domare: Mads-Kristoffer Kristoffersen (Danmark) | Alcorcón Publik: 2 033 Domare: Mads-Kristoffer Kristoffersen (Danmark) |
| 19:45 | 19:45            |                                                              |                 |                | Alcorcón Publik: 2 033 Domare: Mads-Kristoffer Kristoffersen (Danmark) | Alcorcón Publik: 2 033 Domare: Mads-Kristoffer Kristoffersen (Danmark) |
| 19:45 | 19:45            |                                                              |                 |                | Alcorcón Publik: 2 033 Domare: Mads-Kristoffer Kristoffersen (Danmark) | Alcorcón Publik: 2 033 Domare: Mads-Kristoffer Kristoffersen (Danmark) |

|       | 19 november 2019 | Israel                 | 1 – 1           | Spanien   | Ramat Gan Stadium                                       |                                                         |
| 19:45 | 19:45            | Eden Karzev 81′ (str.) | (0 – 0) Rapport | 50′ Óscar | Ramat Gan Publik: 4 030 Domare: Duje Strukan (Kroatien) | Ramat Gan Publik: 4 030 Domare: Duje Strukan (Kroatien) |
| 19:45 | 19:45            |                        |                 |           | Ramat Gan Publik: 4 030 Domare: Duje Strukan (Kroatien) | Ramat Gan Publik: 4 030 Domare: Duje Strukan (Kroatien) |
| 19:45 | 19:45            |                        |                 |           | Ramat Gan Publik: 4 030 Domare: Duje Strukan (Kroatien) | Ramat Gan Publik: 4 030 Domare: Duje Strukan (Kroatien) |

|       | 2 september 2020 | Färöarna                                                          | 3 – 1           | Israel                  | Svangaskarð                                             |                                                         |
| 18:00 | 18:00            | Mads Boe Mikkelsen 53′ Stefan Radosavljevic 78′ Petur Knudsen 84′ | (0 – 1) Rapport | 36′ (str.) Tomer Yosefi | Toftir Publik: 0 Domare: Helgi Mikael Jónasson (Island) | Toftir Publik: 0 Domare: Helgi Mikael Jónasson (Island) |
| 18:00 | 18:00            |                                                                   |                 |                         | Toftir Publik: 0 Domare: Helgi Mikael Jónasson (Island) | Toftir Publik: 0 Domare: Helgi Mikael Jónasson (Island) |
| 18:00 | 18:00            |                                                                   |                 |                         | Toftir Publik: 0 Domare: Helgi Mikael Jónasson (Island) | Toftir Publik: 0 Domare: Helgi Mikael Jónasson (Island) |

|       | 3 september 2020 | Kazakstan | 0 – 4           | Montenegro                                                      | Almaty Central Stadium                                |                                                       |
| 15:00 | 15:00            |           | (0 – 0) Rapport | 59′, 65′ Milutin Osmajić 80′ Marko Rakonjac 90+3′ Ilija Vukotić | Almaty Publik: 0 Domare: Rahim Hasanov (Azerbajdzjan) | Almaty Publik: 0 Domare: Rahim Hasanov (Azerbajdzjan) |
| 15:00 | 15:00            |           |                 |                                                                 | Almaty Publik: 0 Domare: Rahim Hasanov (Azerbajdzjan) | Almaty Publik: 0 Domare: Rahim Hasanov (Azerbajdzjan) |
| 15:00 | 15:00            |           |                 |                                                                 | Almaty Publik: 0 Domare: Rahim Hasanov (Azerbajdzjan) | Almaty Publik: 0 Domare: Rahim Hasanov (Azerbajdzjan) |

|       | 3 september 2020 | Nordmakedonien | 0 – 1           | Spanien              | Toše Proeski Arena                                 |                                                    |
| 18:45 | 18:45            |                | (0 – 0) Rapport | 84′ (str.) Hugo Duro | Skopje Publik: 0 Domare: Horatiu Fesnic (Rumänien) | Skopje Publik: 0 Domare: Horatiu Fesnic (Rumänien) |
| 18:45 | 18:45            |                |                 |                      | Skopje Publik: 0 Domare: Horatiu Fesnic (Rumänien) | Skopje Publik: 0 Domare: Horatiu Fesnic (Rumänien) |
| 18:45 | 18:45            |                |                 |                      | Skopje Publik: 0 Domare: Horatiu Fesnic (Rumänien) | Skopje Publik: 0 Domare: Horatiu Fesnic (Rumänien) |

|       | 8 september 2020 | Färöarna          | 1 – 2           | Nordmakedonien                             | Tórsvøllur                                     |                                                |
| 15:00 | 15:00            | Petur Knudsen 85′ | (0 – 1) Rapport | 17′ Milan Ristovski 81′ Kristijan Ackovski | Tórshavn Publik: 0 Domare: Rohit Saggi (Norge) | Tórshavn Publik: 0 Domare: Rohit Saggi (Norge) |
| 15:00 | 15:00            |                   |                 |                                            | Tórshavn Publik: 0 Domare: Rohit Saggi (Norge) | Tórshavn Publik: 0 Domare: Rohit Saggi (Norge) |
| 15:00 | 15:00            |                   |                 |                                            | Tórshavn Publik: 0 Domare: Rohit Saggi (Norge) | Tórshavn Publik: 0 Domare: Rohit Saggi (Norge) |

|       | 8 september 2020 | Israel              | 1 – 2           | Kazakstan                                     | Green Stadium                                    |                                                  |
| 18:40 | 18:40            | Itamar Shviro 90+2′ | (0 – 1) Rapport | 45+2′ Elkhan Astanov 90+5′ Oralkhan Omirtayev | Nof HaGalil Publik: 0 Domare: Genc Nuza (Kosovo) | Nof HaGalil Publik: 0 Domare: Genc Nuza (Kosovo) |
| 18:40 | 18:40            |                     |                 |                                               | Nof HaGalil Publik: 0 Domare: Genc Nuza (Kosovo) | Nof HaGalil Publik: 0 Domare: Genc Nuza (Kosovo) |
| 18:40 | 18:40            |                     |                 |                                               | Nof HaGalil Publik: 0 Domare: Genc Nuza (Kosovo) | Nof HaGalil Publik: 0 Domare: Genc Nuza (Kosovo) |

|       | 8 oktober 2020 | Kazakstan              | 1 – 4           | Nordmakedonien                                                   | Almaty Central Stadium                             |                                                    |
| 13:00 | 13:00          | Oralkhan Omirtayev 52′ | (0 – 2) Rapport | 38′, 48′ Darko Churlinov 41′ Jani Atanasov 67′ Dimitar Mitrovski | Almaty Publik: 0 Domare: Lukas Fähndrich (Schweiz) | Almaty Publik: 0 Domare: Lukas Fähndrich (Schweiz) |
| 13:00 | 13:00          |                        |                 |                                                                  | Almaty Publik: 0 Domare: Lukas Fähndrich (Schweiz) | Almaty Publik: 0 Domare: Lukas Fähndrich (Schweiz) |
| 13:00 | 13:00          |                        |                 |                                                                  | Almaty Publik: 0 Domare: Lukas Fähndrich (Schweiz) | Almaty Publik: 0 Domare: Lukas Fähndrich (Schweiz) |

|       | 8 oktober 2020 | Montenegro          | 1 – 2           | Israel                      | DG Arena                                            |                                                     |
| 18:00 | 18:00          | Nikola Krstović 50′ | (0 – 1) Rapport | 15′ (str.), 83′ Eylon Almog | Podgorica Publik: 0 Domare: Denys Shurman (Ukraina) | Podgorica Publik: 0 Domare: Denys Shurman (Ukraina) |
| 18:00 | 18:00          |                     |                 |                             | Podgorica Publik: 0 Domare: Denys Shurman (Ukraina) | Podgorica Publik: 0 Domare: Denys Shurman (Ukraina) |
| 18:00 | 18:00          |                     |                 |                             | Podgorica Publik: 0 Domare: Denys Shurman (Ukraina) | Podgorica Publik: 0 Domare: Denys Shurman (Ukraina) |

|       | 8 oktober 2020 | Färöarna | 0 – 2           | Spanien                | Tórsvøllur                                           |                                                      |
| 18:45 | 18:45          |          | (0 – 0) Rapport | 51′, 90+1′ Brahim Díaz | Tórshavn Publik: 121 Domare: David Munro (Skottland) | Tórshavn Publik: 121 Domare: David Munro (Skottland) |
| 18:45 | 18:45          |          |                 |                        | Tórshavn Publik: 121 Domare: David Munro (Skottland) | Tórshavn Publik: 121 Domare: David Munro (Skottland) |
| 18:45 | 18:45          |          |                 |                        | Tórshavn Publik: 121 Domare: David Munro (Skottland) | Tórshavn Publik: 121 Domare: David Munro (Skottland) |

|       | 13 oktober 2020 | Nordmakedonien      | 1 – 1           | Israel         | Petar Miloševski Training Centre                    |                                                     |
| 14:30 | 14:30           | Jani Atanasov 90+5′ | (0 – 1) Rapport | 21′ Shay Elias | Skopje Publik: 0 Domare: Nicholas Walsh (Skottland) | Skopje Publik: 0 Domare: Nicholas Walsh (Skottland) |
| 14:30 | 14:30           |                     |                 |                | Skopje Publik: 0 Domare: Nicholas Walsh (Skottland) | Skopje Publik: 0 Domare: Nicholas Walsh (Skottland) |
| 14:30 | 14:30           |                     |                 |                | Skopje Publik: 0 Domare: Nicholas Walsh (Skottland) | Skopje Publik: 0 Domare: Nicholas Walsh (Skottland) |

|       | 13 oktober 2020 | Färöarna                 | 1 – 0           | Montenegro | Svangaskarð                                           |                                                       |
| 18:00 | 18:00           | Stefan Radosavljevic 29′ | (1 – 0) Rapport |            | Toftir Publik: 0 Domare: Athanasios Tzilos (Grekland) | Toftir Publik: 0 Domare: Athanasios Tzilos (Grekland) |
| 18:00 | 18:00           |                          |                 |            | Toftir Publik: 0 Domare: Athanasios Tzilos (Grekland) | Toftir Publik: 0 Domare: Athanasios Tzilos (Grekland) |
| 18:00 | 18:00           |                          |                 |            | Toftir Publik: 0 Domare: Athanasios Tzilos (Grekland) | Toftir Publik: 0 Domare: Athanasios Tzilos (Grekland) |

|       | 13 oktober 2020 | Spanien                                        | 3 – 0           | Kazakstan | Estadio Municipal de Santo Domingo                   |                                                      |
| 18:45 | 18:45           | Hugo Guillamón 65′ Daniel Gómez Alcón 71′, 85′ | (0 – 0) Rapport |           | Alcorcón Publik: 0 Domare: Volen Chinkov (Bulgarien) | Alcorcón Publik: 0 Domare: Volen Chinkov (Bulgarien) |
| 18:45 | 18:45           |                                                |                 |           | Alcorcón Publik: 0 Domare: Volen Chinkov (Bulgarien) | Alcorcón Publik: 0 Domare: Volen Chinkov (Bulgarien) |
| 18:45 | 18:45           |                                                |                 |           | Alcorcón Publik: 0 Domare: Volen Chinkov (Bulgarien) | Alcorcón Publik: 0 Domare: Volen Chinkov (Bulgarien) |

|       | 12 november 2020 | Israel          | 1 – 1           | Nordmakedonien    | Netanya Stadium                                   |                                                   |
| 18:30 | 18:30            | Tomer Yosefi 1′ | (1 – 0) Rapport | 76′ Jani Atanasov | Netanya Publik: 0 Domare: Denys Shurman (Ukraina) | Netanya Publik: 0 Domare: Denys Shurman (Ukraina) |
| 18:30 | 18:30            |                 |                 |                   | Netanya Publik: 0 Domare: Denys Shurman (Ukraina) | Netanya Publik: 0 Domare: Denys Shurman (Ukraina) |
| 18:30 | 18:30            |                 |                 |                   | Netanya Publik: 0 Domare: Denys Shurman (Ukraina) | Netanya Publik: 0 Domare: Denys Shurman (Ukraina) |

|       | 12 november 2020 | Spanien                                     | 2 – 0           | Färöarna | Estadio Municipal de Marbella                                      |                                                                    |
| 19:00 | 19:00            | Adrià Pedrosa 67′ Roberto López Alcaide 87′ | (0 – 0) Rapport |          | Marbella Publik: 0 Domare: Admir Šehović (Bosnien och Hercegovina) | Marbella Publik: 0 Domare: Admir Šehović (Bosnien och Hercegovina) |
| 19:00 | 19:00            |                                             |                 |          | Marbella Publik: 0 Domare: Admir Šehović (Bosnien och Hercegovina) | Marbella Publik: 0 Domare: Admir Šehović (Bosnien och Hercegovina) |
| 19:00 | 19:00            |                                             |                 |          | Marbella Publik: 0 Domare: Admir Šehović (Bosnien och Hercegovina) | Marbella Publik: 0 Domare: Admir Šehović (Bosnien och Hercegovina) |

|       | 17 november 2020 | Kazakstan                                         | 2 – 3           | Färöarna                                                       | Kazhymukan Munaitpasov Stadium                     |                                                    |
| 12:00 | 12:00            | Ramazan Karimov 65′ Oralkhan Omirtayev 81′ (str.) | (0 – 1) Rapport | 20′ Stefan Radosavljevic 50′ Petur Knudsen 64′ Jonn Johannesen | Shymkent Publik: 0 Domare: Visar Kastrati (Kosovo) | Shymkent Publik: 0 Domare: Visar Kastrati (Kosovo) |
| 12:00 | 12:00            |                                                   |                 |                                                                | Shymkent Publik: 0 Domare: Visar Kastrati (Kosovo) | Shymkent Publik: 0 Domare: Visar Kastrati (Kosovo) |
| 12:00 | 12:00            |                                                   |                 |                                                                | Shymkent Publik: 0 Domare: Visar Kastrati (Kosovo) | Shymkent Publik: 0 Domare: Visar Kastrati (Kosovo) |

|       | 17 november 2020 | Nordmakedonien                                  | 2 – 1           | Montenegro          | Petar Miloševski Training Centre                        |                                                         |
| 13:30 | 13:30            | Marko Gjorgjievski 13′ Bojan Miovski 78′ (str.) | (1 – 0) Rapport | 86′ Nikola Krstović | Skopje Publik: 0 Domare: Christopher Jaeger (Österrike) | Skopje Publik: 0 Domare: Christopher Jaeger (Österrike) |
| 13:30 | 13:30            |                                                 |                 |                     | Skopje Publik: 0 Domare: Christopher Jaeger (Österrike) | Skopje Publik: 0 Domare: Christopher Jaeger (Österrike) |
| 13:30 | 13:30            |                                                 |                 |                     | Skopje Publik: 0 Domare: Christopher Jaeger (Österrike) | Skopje Publik: 0 Domare: Christopher Jaeger (Österrike) |

|       | 17 november 2020 | Spanien                                                                  | 3 – 0           | Israel | Estadio Municipal de Marbella                     |                                                   |
| 18:45 | 18:45            | Roberto López Alcaide 65′ (str.) Ander Barrenetxea 75′ Jon Moncayola 89′ | (0 – 0) Rapport |        | Marbella Publik: 0 Domare: Mario Zebec (Kroatien) | Marbella Publik: 0 Domare: Mario Zebec (Kroatien) |
| 18:45 | 18:45            |                                                                          |                 |        | Marbella Publik: 0 Domare: Mario Zebec (Kroatien) | Marbella Publik: 0 Domare: Mario Zebec (Kroatien) |
| 18:45 | 18:45            |                                                                          |                 |        | Marbella Publik: 0 Domare: Mario Zebec (Kroatien) | Marbella Publik: 0 Domare: Mario Zebec (Kroatien) |

## Målskyttar
Det gjordes 85 mål på 30 matcher, vilket gav ett snitt på 2,83 mål per match.
5 mål
- Jani Atanasov

4 mål
- Stefan Radosavljevic
- Oralkhan Omirtayev
- Darko Churlinov
- Dimitar Mitrovski
- Nikola Krstović

3 mål
- Petur Knudsen
- Eylon Almog
- Tomer Yosefi
- Dani Olmo

2 mål
- Tai Baribo
- Ramazan Karimov
- Milutin Osmajić
- Ilija Vukotić
- Milan Ristovski
- Brahim Díaz
- Roberto López
- Adrià Pedrosa

1 mål
- Jákup Andreasen
- Jonn Johannesen
- Mads Mikkelsen
- Hugin Samuelsen
- Shay Elias
- Eden Karzev
- Yonas Malede
- Itamar Shviro
- Elkhan Astanov
- Dmitriy Bachek
- Akmal Bakhtiyarov
- Vladislav Prokopenko
- Yerkebulan Seydakhmet
- Vyacheslav Shvyrev
- Marko Rakonjac
- Meris Skenderović
- Kristijan Ackovski
- Erdon Daci
- Marko Gjorgjievski
- Esmin Lichina
- Bojan Miovski
- Ander Barrenetxea
- Aitor Buñuel
- Marc Cucurella
- Hugo Duro
- Manu García
- Daniel Gómez
- Hugo Guillamón
- Jon Moncayola
- Óscar

1 självmål
- Nikola Serafimov (mot Spanien)
- Sagadat Tursynbay (mot Montenegro)